# Willy Brandt
Pour les articles homonymes, voir Brandt.
Willy Brandt [ˈvɪliː ˈbʁant], né Herbert Ernst Karl Frahm le 18 décembre 1913 à Lübeck et mort le 8 octobre 1992 à Unkel, est un homme politique ouest-allemand.
Membre du Parti social-démocrate (SPD), il est président de la Chambre des députés de Berlin de 1955 à 1957, bourgmestre-gouverneur de Berlin de 1957 à 1966, président du SPD de 1964 à 1987, vice-chancelier et ministre fédéral des Affaires étrangères de 1966 à 1969.
De 1969 à 1974, il est le premier social-démocrate à être élu chancelier fédéral, à la tête d’une coalition sociale-libérale avec le petit parti FDP, et ainsi le premier social-démocrate à diriger le gouvernement depuis 1930. Un autre social-démocrate, Helmut Schmidt, lui succède jusqu'à la fin 1982.
Son Ostpolitik a ouvert une nouvelle phase de relations avec la République démocratique allemande, la Pologne, la Tchécoslovaquie et lui vaut le prix Nobel de la paix en 1971.

## Biographie

### Jeunesse
Il est né en 1913 sous le nom de Herbert Ernst Karl Frahm dans la Ville libre et hanséatique de Lübeck d'un père professeur, John Möller, dont il n'a jamais porté le nom et qui n'a jamais cherché à le connaître, et d'une mère vendeuse, Martha Frahm, âgée de 19 ans. Le père adoptif de sa mère, Ludwig Frahm, est un membre actif du Parti social-démocrate d'Allemagne (SPD), qui exerce sur lui une forte influence. Devenu apprenti chez un courtier maritime, le jeune Herbert Frahm rejoint dès 1929 la Sozialistische Arbeiterjugend (Jeunesse ouvrière socialiste), une branche du parti socialiste d'Allemagne, le SPD. Il la quitte en 1931 pour rejoindre le Sozialistische Arbeiterpartei (SAP, parti des travailleurs socialistes). Il obtient ensuite son diplôme de fin d'études secondaires (Abitur) au Reform-Realgymnasium de Lübeck en 1932.
Hitler devient chancelier le 30 janvier 1933. Dès février 1933, lors d'un déplacement de Berlin à Dresde, Herbert Frahm adopte le pseudonyme de Willy Brandt pour participer à une réunion désormais illégale de son parti. Il fera plus tard reconnaître Willy Brandt comme son nom légal. Dans la nuit du 31 mars au 1er avril 1933, il fuit l'Allemagne nazie grâce à un pêcheur de Travemünde qui le fait passer au Danemark. De là il passe en Norvège, où il s'installe. Ce choix de s’exiler en Norvège lui sera par la suite maintes fois reproché durant sa carrière politique. 
En 1934, il participe à la création du Bureau international des organisations révolutionnaires des jeunes (lié au Bureau international pour l'unité socialiste révolutionnaire), et à l'automne séjourne secrètement en Allemagne, se faisant passer pour un étudiant norvégien, sous le nom de Gunnar Gaasland. En 1937, il suit la guerre d'Espagne comme journaliste. En 1938, le régime nazi ayant révoqué sa nationalité allemande, il demande la nationalité norvégienne qu'il obtient en 1940. La même année il est arrêté par les forces allemandes qui occupent la Norvège, mais il n'est pas identifié comme Allemand car il porte un uniforme norvégien. Il se réfugie alors en Suède, pays neutre, où il reçoit son passeport à l'ambassade norvégienne de Stockholm. Il réside en Suède jusqu'à la fin de la guerre.
Il épouse Rut Hansen, une écrivaine norvégienne. De cette union il a trois fils, Peter (de), né en 1948, professeur réputé d'histoire contemporaine, Lars (de), né en 1951, écrivain, et Matthias, né en 1961, acteur.

### Après-guerre
Willy Brandt revient en Allemagne en 1945 comme correspondant d'un quotidien norvégien. À partir de mars 1946, il couvre le procès de Nuremberg. En novembre 1946, il s'installe à Berlin. Il commence sa carrière politique au sein du SPD après avoir recouvré sa nationalité allemande. Il est bourgmestre-gouverneur de Berlin de 1957 à 1966, période particulièrement difficile car marquée par une série de crises, comme la crise de Berlin, qui entraîne en 1961 la construction du mur de Berlin, contre lequel il est — avec ses administrés — seul à s'opposer. Il entretient d'ailleurs des rapports tendus avec l'administration américaine jusqu'au fameux discours de John Fitzgerald Kennedy, Ich bin ein Berliner, le 26 juin 1963.
En 1964, Willy Brandt devient président fédéral du SPD, poste qu'il conservera jusqu'en 1987.

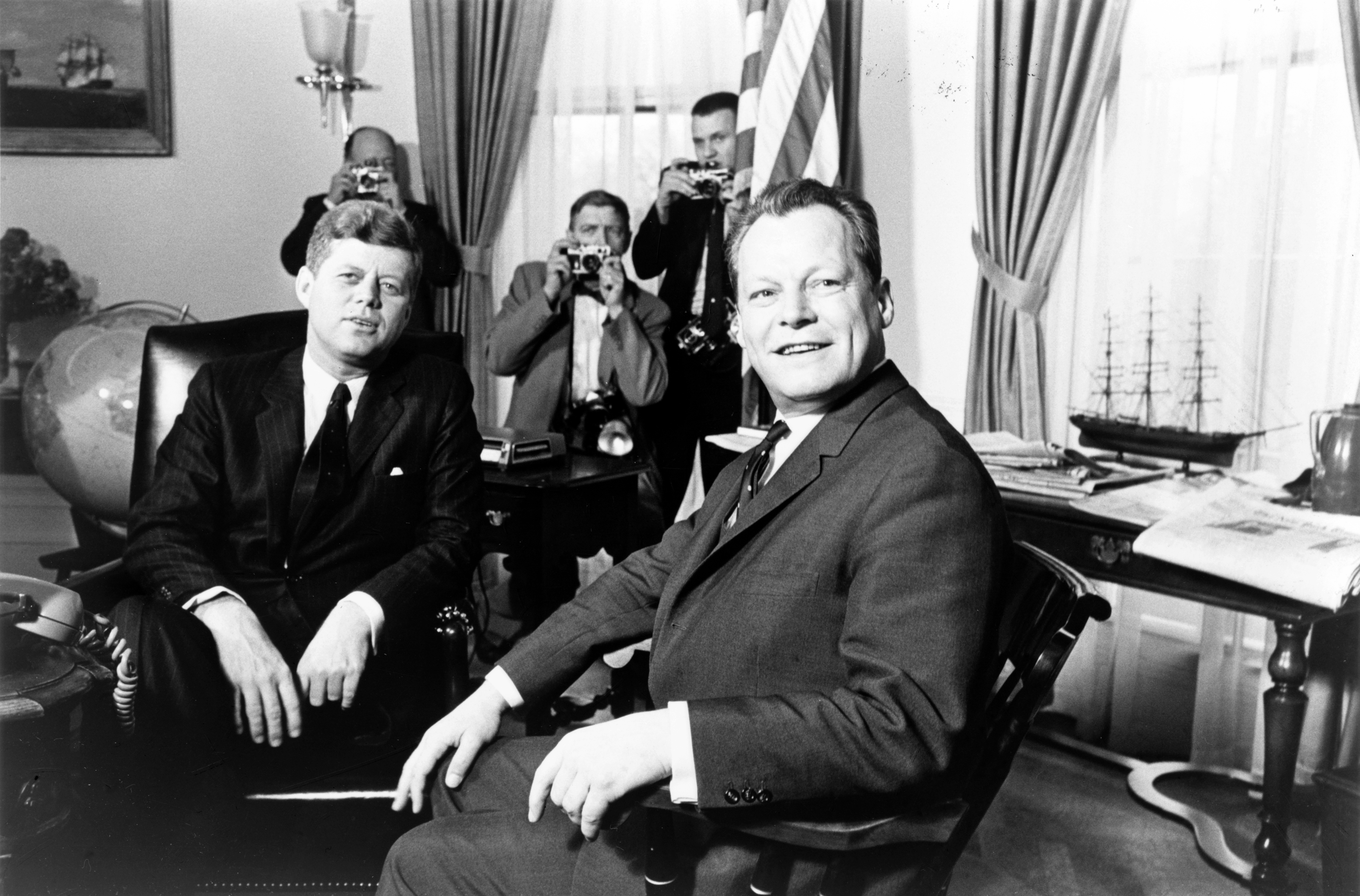
Willy Brandt avec John Fitzgerald Kennedy, le 13 mars 1961, à la Maison-Blanche.

En 1961, il est le candidat du SPD au poste de chancelier. Il perd contre Konrad Adenauer. Il est de nouveau candidat en 1965 et perd contre Ludwig Erhard. Mais en 1966, la grande coalition SPD - CDU le propulse au rang de ministre des Affaires étrangères et vice-chancelier dans le gouvernement de Kurt Georg Kiesinger.

### Chancelier fédéral

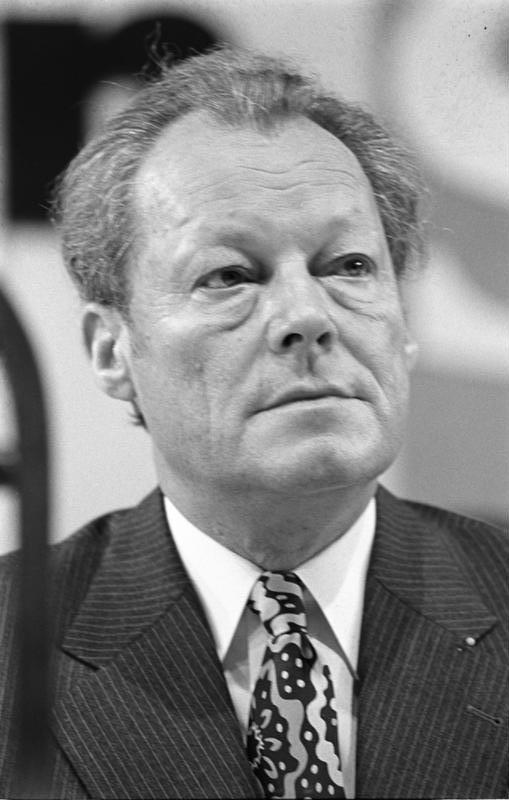
Willy Brandt en 1973.

À l'issue des élections législatives de 1969 Brandt s'allie avec le parti centriste et libéral FDP pour former un gouvernement et devient le 21 octobre 1969 le quatrième chancelier fédéral d'Allemagne.
Cette élection marque un tournant: pour la première fois depuis la fondation de la République fédérale d'Allemagne à la fin de la Seconde Guerre mondiale est élu un chancelier social-démocrate.
Il participe à la relance de La Haye, qu'il marque par sa volonté de rompre avec la retenue traditionnelle de l'Allemagne dans les affaires européennes en se montrant ferme sur la question de l'élargissement de la Communauté face à la France.
La partie novatrice de sa politique étrangère est consacrée au règlement de la « question allemande » : il s’agit de l’Ostpolitik qui reconnaît la réalité territoriale de l'après-guerre mais revêt aussi une dimension morale, incarnée par son agenouillement au mémorial du ghetto à Varsovie. Ainsi, il reconnaît officiellement la RDA comme État et établit des relations diplomatiques avec la Pologne, la Tchécoslovaquie et d'autres pays du bloc de l'Est.
En mai 1972, une tentative de censure constructive de la CDU, le grand parti de droite, échoue, à la surprise générale, de quelques voix. Il sera plus tard révélé qu’au moins un membre de la CDU, Julius Steiner, avait été payé par le ministère pour la Sécurité d’État de la RDA, la Stasi, pour voter pour le maintien de Brandt.
Aux élections anticipées de novembre 1972 le SPD devance pour la première fois la CDU/CSU, une victoire historique considérée comme la véritable ratification de l’Ostpolitik.
Durant ses années de chancelier, Brandt continue à favoriser la politique d'intégration européenne. Il soutient en particulier l'entrée de la Grande-Bretagne, de l'Irlande et du Danemark dans la CEE (1973) et pousse à la fois en faveur de l'intégration monétaire (Plan Werner) et de la coopération politique entre les Neuf.
En 1971, Willy Brandt obtient le prix Nobel de la paix pour sa politique de rapprochement avec l'Europe de l'Est et l'Allemagne de l'Est.
Willy Brandt démissionne le 7 mai 1974, une quinzaine de jours après l'arrestation le 24 avril 1974 de l'un de ses conseillers personnels, Günter Guillaume, qui avoue être un espion de la RDA, dans une atmosphère de scandale politique sans précédent en Allemagne.
Il est remplacé à la chancellerie par intérim par Walter Scheel , le vice-chancelier, pendant une semaine, puis par Helmut Schmidt.

### Fin de carrière politique

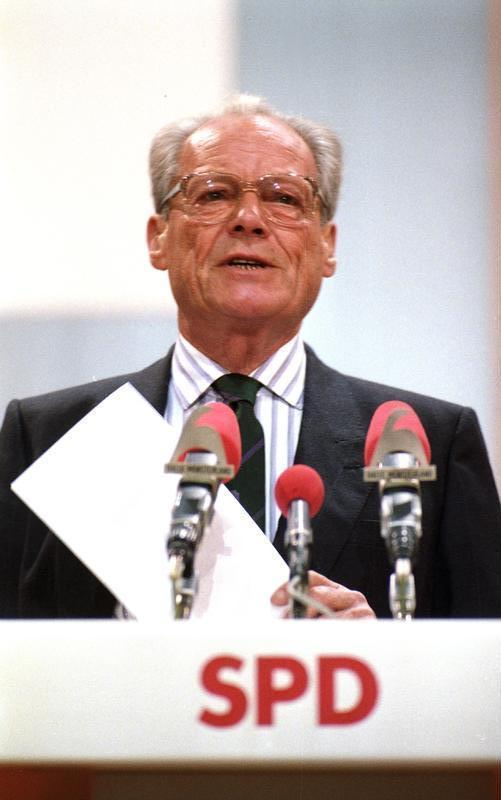
Willy Brandt en 1988.

En 1977, la Banque mondiale charge Willy Brandt de diriger une commission indépendante sur les problèmes de développement humain. Le Rapport Brandt est publié sous le titre Nord-Sud : un programme de survie en 1980. C'est l'ouvrage qui popularise la division Nord-Sud du monde.
Willy Brandt est député au Parlement européen de 1979 à 1983. La chute du mur de Berlin, qui préfigure la réunification de l'Allemagne le montre pleurant d'émotion[réf. nécessaire].
Le 20 décembre 1990, il prononce, en sa qualité de doyen de la nouvelle chambre élue, le discours d'ouverture de la première session du Bundestag de l'Allemagne réunifiée.
Il meurt le 8 octobre 1992 à Unkel. Il est enterré au cimetière boisé de Berlin-Zehlendorf.

## Distinctions

### Prix et récompenses
- 1971 : Prix Nobel de la paix
- 1981 : médaille d'or de l'ordre indépendant du B'nai B'rith
- 1985 : Prix Albert Einstein de la Paix (en)
- 1992 : prix Dolf Sternberger[9]

### Décorations
- 1959 :  Grand-croix, 1re classe de l'ordre du Mérite
- 1960 :  Grand-croix de l'ordre de Saint-Olaf
- 1961 :  Grand-croix d'argent de l'ordre du Mérite autrichien[10]
- 1965 :  Chevalier grand-croix de l'ordre du Mérite de la République italienne‎
- 1968 :  Grand-croix de l'ordre du Faucon
- 1969 :  Grand-croix de l'ordre d'Orange-Nassau
- 1970 :  Grand-croix de l'ordre de Dannebrog
- 1970 :  Grand-croix de l'ordre pro Merito Melitensi
- 1970 : Personnalité de l'année
- 1971 :  Grand-croix de l'ordre de la Couronne
- 1971 :  Grand cordon de l'ordre du Soleil levant
- 1972 :  Commandeur grand-croix de l'ordre de Vasa
- 1973 :  Grand-croix d'or de l'ordre du Mérite[10]
- 1973 :  Grand-croix de la Légion d'honneur
- 1986 : décoré par l'ordre du Soleil

### Doctoratshonoris causa
Il a obtenu plusieurs doctorats honoris causa :
- Université Marie Curie-Skłodowska
- 1970 : Université d'Oxford
- 1971 : Université Yale
- 1973 : Université de Strasbourg
- 1973 : Institut Weizmann[11]

### Hommages et postérité

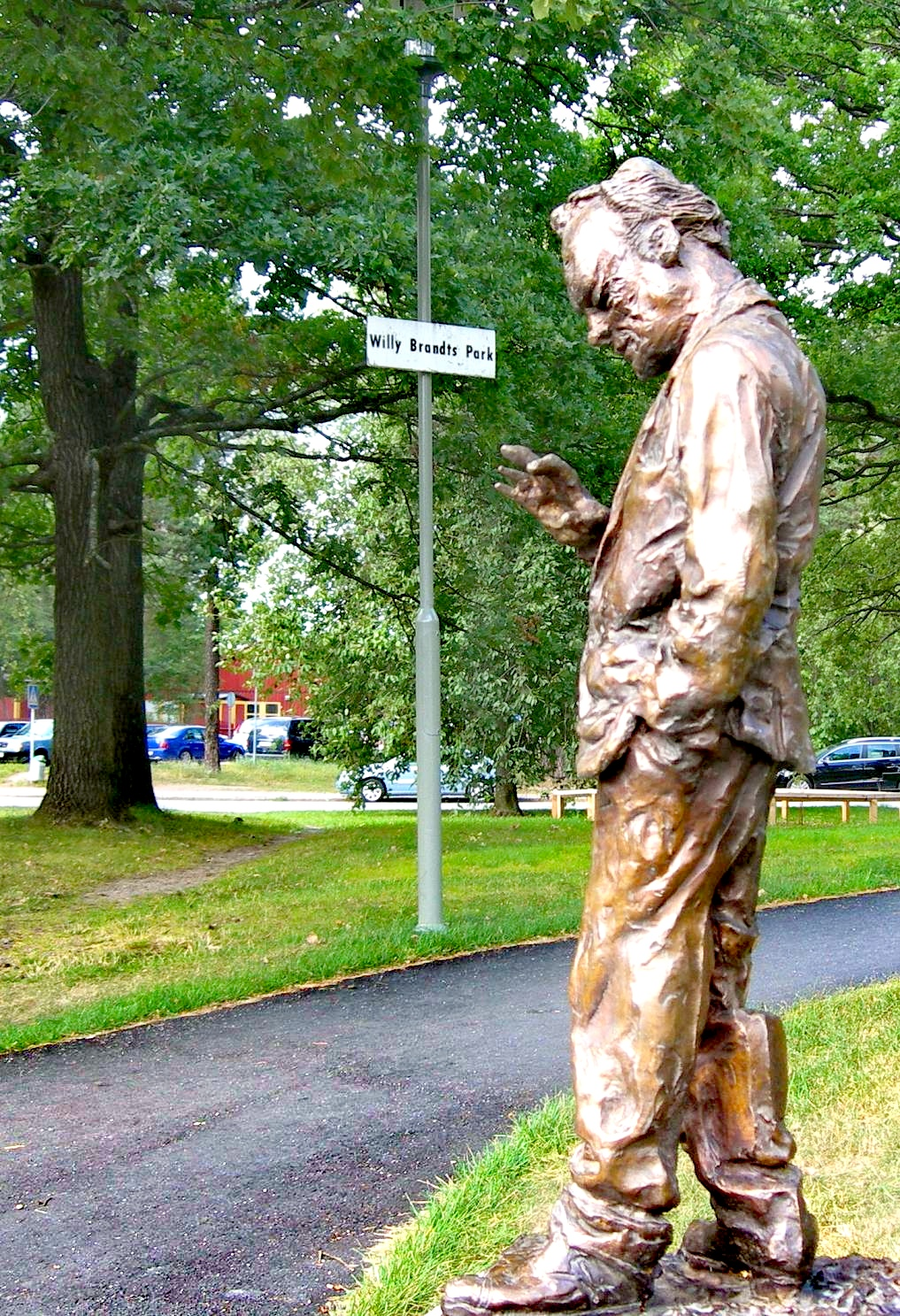
Statue de Willy Brandt, à Stockholm.

### En Allemagne
- Le siège central du SPD a été baptisé Willy-Brandt-Haus.
- À Francfort, la place où se situent la BCE et « l'Euro géant » a été nommée Willy Brandt Platz.
- Le nouvel aéroport international de Berlin, ouvert en octobre 2020, porte son nom : aéroport Willy-Brandt de Berlin-Brandebourg. Englobant l'aéroport de Berlin-Schönefeld, il remplacera les deux autres aéroports berlinois, de Tegel, qui fermera en 2021, et de Tempelhof, qui est déjà fermé.

### En France
- Le pont Willy-Brandt est un des ponts nantais enjambant la Loire (bras de la Madeleine).
- La rue Willy Brandt est une rue à Villeurbanne dans le Rhône parallèle à la rue Léon Blum.
- 2 établissements scolaires (en 2015) portent son nom, fait rarissime pour une personnalité étrangère et fait unique pour un chancelier allemand[12].
- Une résidence à Lens porte son nom.
- L'axe séparant la gare SNCF de Lille-Flandres et le quartier d'affaires Euralille porte le nom d'Avenue Willy Brandt.
- Willy Brandt, nom de baptême des promotions 1992-1993 (Cycle international) et 2007-2009 de l'École nationale d'administration française.

### Ailleurs
- Un bâtiment du Parlement européen à Bruxelles porte son nom.
- À Wrocław, en Pologne, un institut d’études européennes et allemandes, rattaché à l’université, porte le nom de Centre Willy Brandt.